# 考える力をぐんぐん伸ばす! DS幼児の脳トレ
『考える力をぐんぐん伸ばす! DS幼児の脳トレ』（かんがえるちからをぐんぐんのばす ディーエスようじののうトレ）は、小学館集英社プロダクションから2008年7月24日に発売されたニンテンドーDS用ゲームソフト。

## 概要
CMには、俳優の上地雄輔が使用され、初回限定で上地のシールが入っている。
テレビ東京系で放送されている『のりスタ1・2・3!』内のアニメ「ボブとはたらくブーブーズ」のキャラクターがゲームのナビゲートをしている。
題字デザインは佐藤修悦。

## ゲームモード
- てすと・せいせきモード
- おたのしみモード